# Hlivojedy
Hlivojedy jsou zaniklou vsí, která se rozkládala na jižním konci obce Petrovice, na lučině poblíž hřbitova v okrese Rakovník.

## Historie
První písemná zmínka o Hlivojedech pochází z roku 1343, kdy vesnice tvořila součást panství hradu Křivoklát. Patřila zemanům Hlivojedským z Hlivojed, kteří byli křivoklátskými many. Z jejich rodu se ve vsi uvádí Markvart (1360) a Kuneš (1434). Někdy v polovině patnáctého století byla vesnice vypálena. Pravděpodobně se tak stalo roku 1450, kdy Mikuláš z Lobkovic plenil na Křivoklátsku, nebo v roce 1452, když vojsko Jiřího z Poděbrad táhlo okolo Krakovce k Žatci.
Ve druhé polovině patnáctého století byla vesnice rozdělena na díly, které patřily různým majitelům. V letech 1454–1490 jimi byli Jan Slaven ze Zavidova, Václav Vrchota Hlivojedský ze Slatiny, Ctibor Sekerka ze Sedčic, Prokop z Černčic a Kuba z Pšovlk. Roku 1490 byl majitelem Hlivojed Kornhaus z Plauštejna, který založil hlivojedskou tvrz. Ta pravděpodobně stála v blízkosti petrovického kostela Navštívení Panny Marie. Nejstarší doklad o ní je z roku 1497, kdy Martin Kornhauz prodal hlivojedský statek Zikmundovi z Chmelic. Z jeho dětí Hlivojedy zdědil syn Jindřich z Chmelic, který roku 1506 zemřel a jeho část vsi připadla jako odúmrť králi Vladislavovi Jagellonskému. Ten ji postoupil Kateřině, dceři Zikmunda z Chmelic a manželce Petra Holého z Chrástu. Vesnice v té době byla už téměř pustá. Petr Holý proto nedaleko založil novou ves Petrovice.